# پوپوچکه
پوپوچکه (به صربی: Popučke) یک روستا در صربستان است که در ناحیه کولوبارا واقع شده‌است.
 پوپوچکه  ۲٬۶۰۷ نفر جمعیت دارد.